# Rod Blagojevich
Rod "Milorad" Blagojevich, propriamente Blagojević (Chicago, 10 dicembre 1956), è un politico statunitense, governatore dell'Illinois dal 2003 al 2009 ed in precedenza membro della Camera dei Rappresentanti per lo stesso stato dal 1997 al 2003. Membro del Partito Democratico, Blagojevich è stato arrestato il 9 dicembre 2008 con l'accusa di frode elettorale e corruzione, mentre nel 2009 è stato rimosso dall'incarico governatoriale. Inoltre, il 7 dicembre 2011 Blagojevich è stato condannato a 14 anni di reclusione e poi graziato dal Presidente degli Stati Uniti d'America Donald Trump nel 2020.

## Biografia
Rod Blagojevich nasce a Chicago ed è figlio di due immigrati jugoslavi: Il padre Rade B. Blagojevich era serbo ed era un operaio di acciaieria proveniente da Kragujevac, mentre la madre Mila era di etnia bosniaca. I genitori arrivarono a Chicago nel 1947 e Blagojevich fu costretto a lavorare sin da subito per contribuire al sostentamento della famiglia: ha esercitato le professioni di lustrascarpe, fattorino di pizze e operaio in un'azienda di macellazione carni.
Blagojevich si è diplomato alla Foreman High School di Chicago dopo essersi trasferito alla Lane Technical High School. Ha giocato a basket al liceo e ha partecipato a due incontri dopo essersi allenato come pugile dei Guanti d'Oro. Blagojevich ha per un anno praticato la carriera professionale di pugile.
Dopo la laurea, si è iscritto all'Università di Tampa. Dopo due anni, si trasferì alla Northwestern University nella periferia di Evanston, dove si laureò nel 1979 con un Bachelor of Arts in storia. Ha conseguito il dottorato presso la Pepperdine University School of Law nel 1983.
Blagojevich ha dapprima lavorato come impiegato per l'assessore comunale di Chicago Edward Vrdolyak, e successivamente ha assunto le funzioni di Assistente Procuratore dello Stato dell'Illinois per la Contea di Cook.

## Carriera politica

### Membro della Camera dei Rappresentanti dell'Illinois (1993-1997)

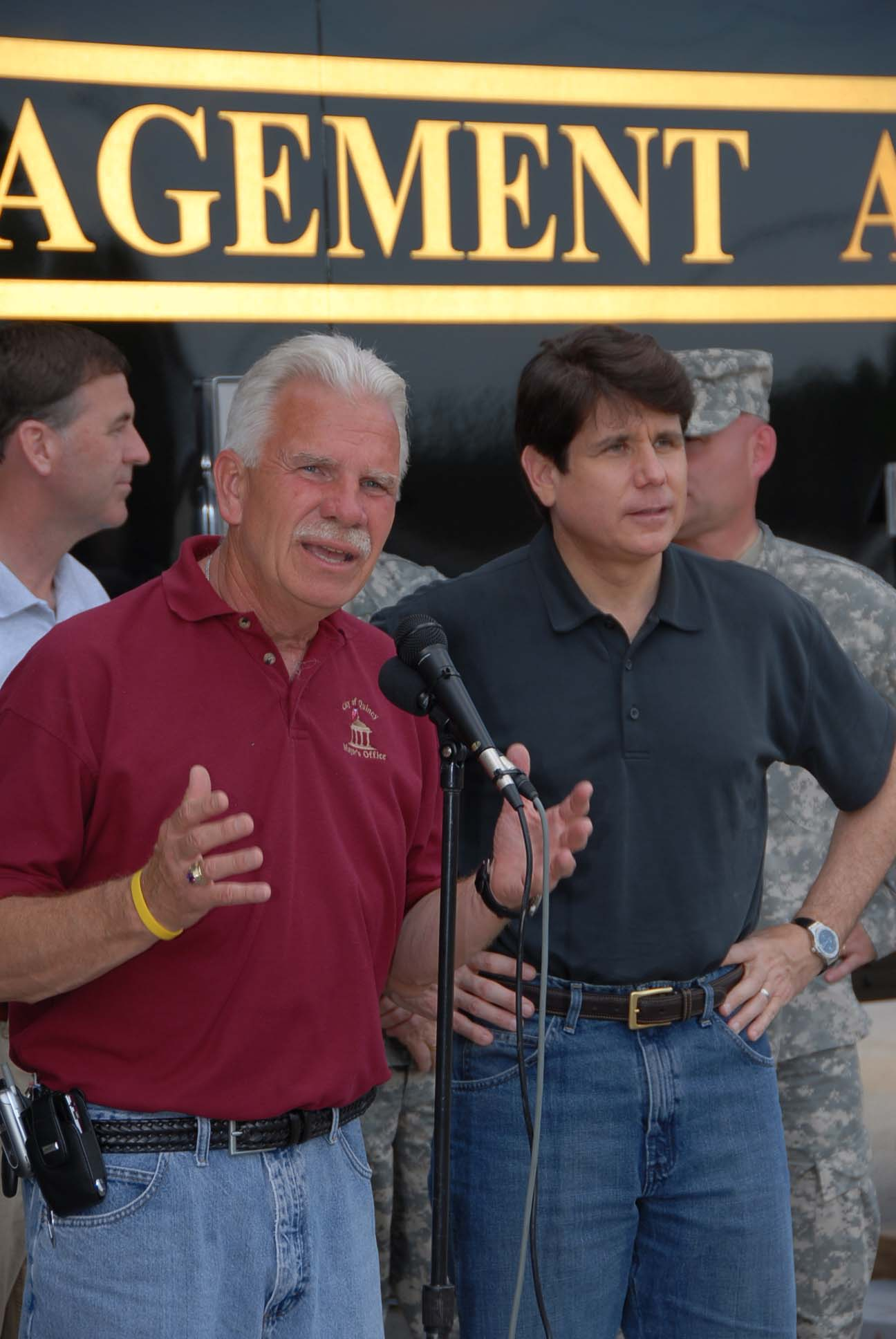
Il Governatore dell'Illinois Blagojevich e il Sindaco di Quincy John Spring tengono una conferenza stampa sul problema delle inondazioni del fiume Mississippi.

Nel 1992 Blagojevich entra in politica con il Partito Democratico e nelle primarie di partito sconfigge il rappresentante statale Myron Kulas, in carica da 14 anni. 
Successivamente Blagojevich vince le elezioni generali per il seggio alla Camera dei rappresentanti dell'Illinois, rappresentando il 33º distretto elettorale. Blagojevich ha attinto soprattutto dalla sua abilità di procuratore per redigere progetti di legge volti a ridurre la criminalità.
Blagojevich non cerca la rielezione per il seggio statale, ambendo e candidandosi alla carica di membro della Camera dei Rappresentanti degli Stati Uniti d'America federale a Washington D.C.

### Membro della Camera dei Rappresentanti degli Stati Uniti d'America per l'Illinois (1997-2003)
Blagojevich nel 1996 si candida con il Partito Democratico alla Camera dei Rappresentanti federale a Washington D.C per il 5º distretto congressuale dell'Illinois, fino a quel momento occupato dal Repubblicano Michael P. Flanagan. Blagojevich vince le elezioni generali contro Flanagan e quindi diventa Rappresentante federale per lo Stato dell'Illinois al Congresso degli Stati Uniti d'America, ricoprendo la carica fino al 2003.

### Governatore dell'Illinois (2003-2009)
Nel 2002, Blagojevich lancia la sua candidatura alle elezioni governatoriali dell'Illinois, e, una volta vinte le primarie del suo partito, sfida il Procuratore Generale dell'Illinois, il Repubblicano Jim Ryan. Jim Ryan nel momento delle elezioni stava esercitando la carica di Procuratore Generale sotto l'amministrazione di George Ryan: l'omonimia dei 2 cognomi fu un elemento su cui Blagojevich insistette molto in campagna elettorale, anche in virtù del proprio cognome, Blagojevich. 
Blagojevich ad un certo punto dichiarò: "Come puoi sostituire un Ryan con un altro Ryan e chiamare quello cambiamento? Vuoi il cambiamento? Eleggi un ragazzo di nome Blagojevich." Nelle elezioni generali Blagojevich prevalse con il 52% dei voti su Jim Ryan e assunse quindi le funzioni di Governatore dell'Illinois il 13 gennaio 2003. Blagojevich fu il primo Democratico ad essere eletto Governatore dell'Illinois dopo Daniel Walker nel 1972. Ha dovuto lottare ogni anno per far approvare proposte di legge e bilanci, spesso incontrando l'opposizione dei membri del suo stesso partito (che controllano la Illinois General Assembly). È stato oggetto di numerose inchieste federali e durante il suo intero mandato ha avuto sempre un basso grado di popolarità fra i suoi elettori; Rasmussen l'ha definito "Il governatore meno popolare d'America."
Blagojevich viene rieletto nelle elezioni governatoriali del 2006, ma non completa il suo secondo mandato da Governatore perché costretto a lasciare l'incarico a causa di gravi reati di corruzione e di frode postale da lui commessi. Sottoposto ad impeachment, il 29 gennaio 2009 viene interrotto il suo mandato. Gli succede come Governatore dell'Illinois il suo Vicegovernatore Pat Quinn.

## Procedimenti giudiziari

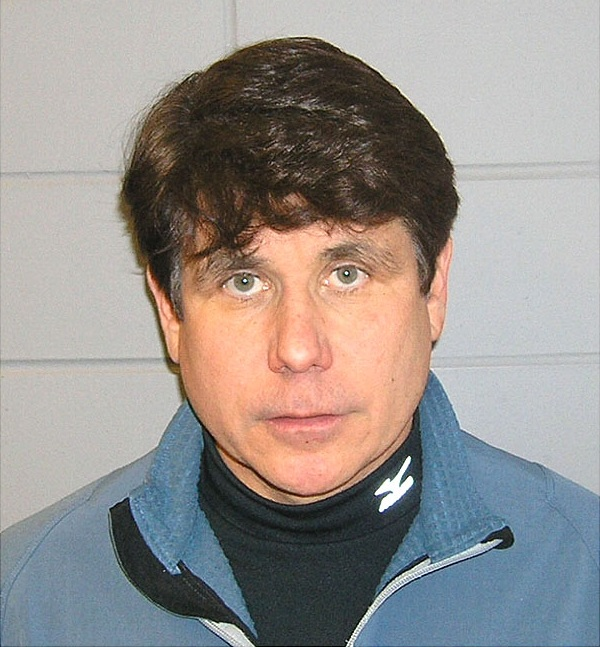
Foto segnaletica di Blagojevich emessa dai Marshall dell'Illinois il giorno del suo arresto. 9 dicembre 2008.

Il 9 dicembre 2008 è stato arrestato dall'FBI con l'accusa di frode postale e corruzione. Fra le accuse mosse dal Dipartimento di giustizia c'è anche quella di aver tentato di vendere il seggio lasciato vacante dal neo-presidente degli Stati Uniti d'America Barack Obama al miglior offerente.
Nel gennaio 2009, il senato dell'Illinois lo ha sottoposto ad impeachment e, successivamente, rimosso dalla carica di governatore. Il 7 dicembre 2011 è stato condannato a 14 anni di reclusione: il suo rilascio era previsto per il marzo 2024, ma il 18 febbraio 2020 è stato beneficiato dalla grazia presidenziale.